# Desa Bantaragung (administrativ by i Indonesien, lat -6,84, long 108,39)
Desa Bantaragung är en administrativ by i Indonesien.   Den ligger i provinsen Jawa Barat, i den västra delen av landet, 180 km öster om huvudstaden Jakarta.